# 1045 Michela
1045 Michela este un asteroid Massalian pietros din regiunea interioară a centurii de asteroizi, cu un diametru de aproximativ 6 km. A fost descoperit pe 19 noiembrie 1924, de astronomul George Van Biesbroeck la Observatorul Yerkes din Williams Bay, Wisconsin, U.S. A fost denumit dupa fiica celui care l-a descoperit - Micheline van Biesbroeck